# パーサデット駅
パーサデット駅（パーサデットえき、タイ語สถานีรถไฟผาเสด็จ）は、タイ王国中部サラブリー県ケンコーイ郡にある、タイ国有鉄道東北線の駅である。日本語ではパーサデート駅と表記する例もある。

## 概要
「パーサデット」（（英）Pha Sadet、（泰）ผาเสด็จ）を意訳すると『王がお越しになった崖』となる。
王とはシャム国王（当時）ラーマ5世のことで、記録によれば鉄道建設時期にあたる1896年（仏暦2439年）12月22日、王妃と共に当地を視察した際、大岩に両名の署名を刻むよう指示したとされる。この岩は駅から50 ｍほどバンコク寄りの線路際に現存しており、付近には廟が併設されている。このような経緯により、サラブリー県内の重要史跡として位置づけられている。

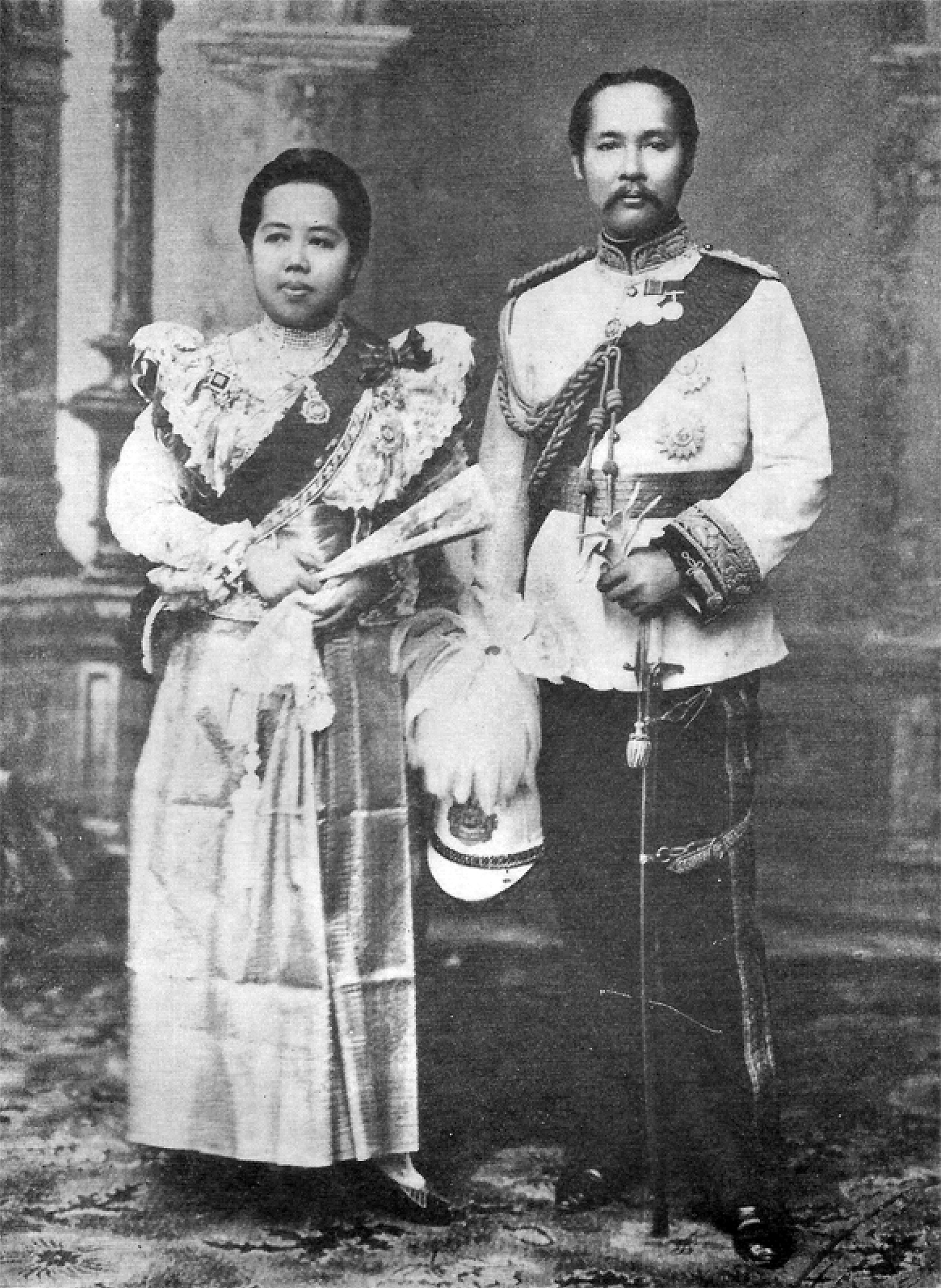
ラーマ5世と王妃

なお当駅付近の峠はドンパヤーイェン山脈を横断する難所であり、また、付近には建設当時における岩山の爆破作業にまつわる故事が存在する。ただし、この故事が伝わる土地は当地以外にもあり、信憑性に乏しい。
1900年にはナコーンラーチャシーマー（開業当時は「コラート駅」）までの開通を果たしたが、当駅の開業日は不明。
2025年現在、定期旅客列車はパーサデットトンネル新線経由に変更されており、旧線区間に存在する当駅は臨時列車のみが停車する。

## 駅構造
単式1面のみ。ホームを持たない側線が存在する。

## 駅周辺
前述の岩周辺は観光地として整備されており、国道2号線に至る経路上には小規模な集落がある。
- 国道2号線（やや離れているが、車でのアクセスも可能[6]。岩付近には駐車場も完備。）
- サイアム・セメントの石灰石採掘所